# Vendaxa
A Vendaxa a Csillagok háborúja elképzelt univerzumának egyik bolygója.

## Leírása
A Vendaxa bolygó az Expansion Region-ben található Vendaxa rendszerben helyezkedik el. A Chaykin szektorban elhelyezkedő bolygó körül 3 hold kering. Légköre lélegezhető. Felszínét esőerdők, füves puszták és óceánok borítják. Innen származik a jól ismert acklay nevű élőlény. További őshonos élőlények: a lemnai, a roggwart és a vanx. Ezen a bolygón azért tud annyi förtelmes fenevad megélni, mivel Vendaxa az egyik legfajgazdagabb bolygó a Galaxisban. Az erős napfény miatt a legtöbb vendaxai élőlénynek kis, fekete szeme van. A látás nem a legfőbb képességük; sok közülük inkább a zsákmány elektromosságát képes érzékelni.

## Történelme
Jóval a Galaktikus Köztársaság előtt a Vendaxa a Rakata Végtelen Birodalom (angolul: Rakatan Infinite Empire) fennhatósága alatt állt.
A Klón Háborúk alatt ez a bolygó a Független Rendszerek Konföderációjához tartozott. Innen számos fenevadat, köztük acklayokat is átszállítottak a Geonosis bolygóra, ahol a Petranaki arénában egymásra és/vagy foglyokra uszították őket.
137 ABY-ban Astraal Vao és Marasiah Fel Vendaxán ismerték meg Shado Vaót. Őket Darth Talon követte. Ez a Sith Marasiahra vadászott, hogy felszínre csalja apját, Roan Fel császárt.

## Megjelenése a filmekben, könyvekben
Vendaxa eddig csak a „Star Wars: Legacy 5: Broken” című képregénysorozat 4., 5. és 6. részeiben szerepel, de több videójátékban és egyéb képregényekben is megemlítik.